# Ozorków (comune rurale)
Ozorków è un comune rurale polacco del distretto di Zgierz, nel voivodato di Łódź.
Ricopre una superficie di 95,17 km² e nel 2004 contava 6 477 abitanti.
Il capoluogo è Ozorków, che non fa parte del territorio ma costituisce un comune a sé.